# Grammicomyia obscuripes
Grammicomyia obscuripes är en tvåvingeart som först beskrevs av de Meijere 1914.  Grammicomyia obscuripes ingår i släktet Grammicomyia och familjen skridflugor. Inga underarter finns listade i Catalogue of Life.